# Dziecinów (ved Otwock)
Dziecinów er en landsby i Polen i Województwo Mazowieckie. Byen ligger ved floden Wisła.